# Ludovico Agostini
Ludovico Agostini (Pesaro, 6 gennaio 1536 – Gradara, 29 luglio 1609) è stato un letterato italiano.
È rimasto noto soprattutto per il dialogo La repubblica immaginaria, scritto verso la fine degli anni ottanta del Cinquecento ed ispirato sia nella forma che nello spirito all'Utopia di Tommaso Moro.

## Biografia
Ludovico Agostini nacque a Pesaro il 6 gennaio 1536 da Gian Giacomo e da Pantesilea degli Alessandri. Discendeva da una ricca famiglia aristocratica di origine umbra. Nel 1563 il padre assurse alla carica di Gonfaloniere di Pesaro. La madre, anch'essa nobile, era dama d'onore della duchessa d'Urbino.
Educato con cura dai genitori, Ludovico venne avviato fin da piccolo alle pratiche del culto e della disciplina cristiana ma, allo stesso tempo, fu influenzato dal clima brillante e cavalleresco che si respirava nel ducato. Ricevuta una buona formazione umanistica, si iscrisse all'Università di Padova, per intraprendervi gli studi giuridici sulle orme dello zio Girolamo. Nel 1554 uccise in duello un compagno di studi, Giovan Battista Zannoni. Costretto a fuggire da Padova, fu bandito dalla città e dovette arruolarsi nelle truppe imperiali. Al rientro in Italia, si iscrisse all'Università di Bologna, dove, il 29 settembre del 1557 si laureò in utroque iure.
Nel 1559 fece rientro a Pesaro e si iscrisse all'ordine dei legisti della sua città, senza però esercitare la professione. In questi anni Ludovico frequenta la raffinata corte urbinate, al culmine del suo splendore, e compone il primo nucleo del suo Canzoniere. Tra il 1560 e il 1562 la famiglia Agostini fu vittima degli inasprimenti fiscali imposti dal duca Guidobaldo II Della Rovere per rimpinguare le esauste casse del ducato. Impoverito, il giovane Ludovico cadde in uno stato di profonda depressione e interpretò la spoliazione dei beni della sua famiglia come punizione per i suoi peccati. Ad Urbino si innamorò della cantante Virginia Vagnoli, figlia del musicista senese Pietro, stabilitosi in città tra il 1565 e il 1569. A Virginia Ludovico offrì una raccolta di ben 200 composizioni poetiche chiedendone la mano ed il consenso alle nozze. Ottenne il consenso del padre, ma, dopo pochi mesi, il fidanzamento fu rotto (forse per questioni economiche) Nel 1570 i Vagnoli lasciarono definitivamente Urbino per recarsi alla corte di Massimiliano II d'Asburgo, prima di tornare in Toscana presso Cosimo II de' Medici che accasò Virginia con il celebre musicista mantovano Alessandro Striggio. Distrutto dal dolore Ludovico si dedicò alle lettere e completò la stesura delle giornate soriane. Fra il 1570 e il 1582, visse a Pesaro una vita sregolata e complicata dalle ristrettezze economiche. Ebbe due figli illegittimi (uno morirà in giovane età, l'altro, Giulio Cesare, legittimato, gli sopravviverà).
Con l'ascesa di Francesco Maria II Della Rovere (1574) la vita di corte subì un brusco cambiamento sotto l'influenza della cultura spagnola e della Controriforma. Ludovico, divenne l'uomo di fiducia di Paolo Maria Della Rovere, agente diplomatico del duca e futuro vescovo di Cagli. Abbandonata definitivamente l'idea di contrarre matrimonio, e occupato dalle cure dedicate agli anziani genitori (la madre morirà nel 1579, il padre nel 1582), Ludovico si lasciò sempre più andare ad un esasperato rigorismo etico, frutto di un profondo e sincero sentimento religioso. Nel 1582 alla morte del padre, chiuse il palazzo di famiglia per ritirarsi nella villa del San Bartolo, dove condusse una vita semplice e dedita agli studi. Il 18 aprile 1584, Ludovico partì per Venezia, da dove il 18 agosto si imbarcò per la Terra Santa insieme ad alcuni nobili veneziani. Come scrisse lui stesso nel suo epistolario (lettera 72), Ludovico avrebbe voluto stabilirsi in Palestina ma i Turchi, credendolo una spia, lo costrinsero a tornare in patria. Nel febbraio del 1585 fu quindi costretto a intraprendere il viaggio di ritorno. Dopo un'avventurosa traversata sbarcò a Messina e di lì si diresse, via terra, a Roma dove il 3 aprile del 1585 consegnò un memoriale del suo viaggio al papa Gregorio XIII. Di questo viaggio Ludovico scrisse anche un vivace e fresco resoconto intitolato: Viaggio di Terra Santa e di Gerusalemme.
Tornato alla villa di Soria sul monte San Bartolo, continuò la sua vita solitaria allietata dalle visite degli amici Guidobaldo Del Monte, Ippolito e Giuliano Della Rovere, e dalle rare soste della Corte nella vicina Villa Imperiale. Continuò a lavorare a L'Infinito un dialogo tra due simbolici interlocutori che trae spunto dalla lettura della Genesi e dell'Esodo. La quarta parte di quest'opera è la celebre Repubblica Immaginaria, proposta di un utopico stato che «attui con rigorosa coerenza le istanze etiche e sociali della Controriforma». Nell'ottobre del 1604 il duca gli affidò il governo dell'antica Rocca di Gradara. Ludovico restaurò le fortificazioni si occupò dell'amministrazione della cittadina. Morì a Gradara, il 29 luglio del 1612 all'età di 76 anni.
Nelle sue opere, per la maggior parte edite postume, Agostini rivela «un'interiorità complessa, umbratile, tesa a ideali rigidi e assoluti, intrisa di religiosità profonda e assetata di riforme pratiche concrete, una personalità tutt'altro che comune anche in un'età come la sua pur così ricca di individualità spiccate e di contrasti.»

## La repubblica immaginaria
Agostini è noto soprattutto per il dialogo La repubblica immaginaria, scritto verso la fine degli anni ottanta del Cinquecento ed ispirato sia nella forma che nello spirito all'Utopia di Tommaso Moro. L’opera rimase manoscritta a Pesaro fino alla metà del XX secolo, quando lo storico Luigi Firpo la riscattò dall'oblio, riscoprendola "nelle pagine confuse e stente d'un suo zibaldone di considerazioni sul Genesi e l'Esodo stese in forma dialogica". Firpo definì La repubblica immaginaria un "compiuto progetto di Stato ideale, che assicura a buon diritto [ad Agostini] un suo luogo non trascurabile nella storia dell'utopia politica e sociale". L'opera occupa un ruolo importante nella fase di transizione dalla cultura rinascimentale alla Controriforma.

## Opere principali
- Ludovico Agostini, La Repubblica immaginaria, di Ludovico Agostini. Testo critico, con bibliografia dell'autore, a cura di Luigi Firpo, Torino, Ramella, 1957.
- Ludovico Agostini, Le Esclamazioni a Dio, a cura di Luigi Firpo, Bologna, Commissione per i Testi di Lingua, 1958.
- Ludovico Agostini, Le giornate soriane, Roma, Salerno Editrice, 2004, ISBN 9788884024404.